# شب مقدس: شکارچیان شیطان
شب مقدس: شکارچیان شیطان (انگلیسی: Holy Night: Demon Hunters؛‏ کره‌ای: 거룩한 밤: 데몬 헌터스) فیلم اکشن علوم خفیه به کارگردانی لیم ده هی و با بازی ما دونگ سوک، سوهیون، لی دیوید، کیونگ سو جین و جونگ جی سو است. این فیلم حول محور «شب مقدس» می‌چرخد، سه شکارچی شیطان که دارای قدرت‌های فراطبیعی هستند و وقتی یک شبکه جنایتکار پرستش شیطان در سئول ظهور می‌کند و شهر به آشوب می‌افتد، برای نجات این شهر فراخوانده می‌شوند.
این فیلم در ۳۰ آوریل ۲۰۲۵ در کره جنوبی اکران خواهد شد.

## بازیگران
- ما دونگ سوک در نقش بائو
- سوهیون در نقش شارون
- لی دیوید در نقش کیم گون
- کیونگ سو جین در نقش جونگ وون
- جونگ جی سو در نقش اون سو